# Mossega waidoraensis
Mossega waidoraensis är en insektsart som beskrevs av Tim R. New 1990. Mossega waidoraensis ingår i släktet Mossega och familjen myrlejonsländor. Inga underarter finns listade i Catalogue of Life.